# Lycée Pothier
Pour les articles homonymes, voir Pothier.
Le lycée Pothier est un établissement d'enseignement secondaire et supérieur français de l'académie d'Orléans-Tours situé dans le centre-ville d'Orléans dans le département du Loiret en région Centre-Val de Loire
L'établissement est l'un des seize lycées de la métropole d'Orléans.
Les effectifs du lycée se partagent entre les classes de préparation au baccalauréat (second cycle) et les classes préparatoires aux grandes écoles (CPGE).

## Historique

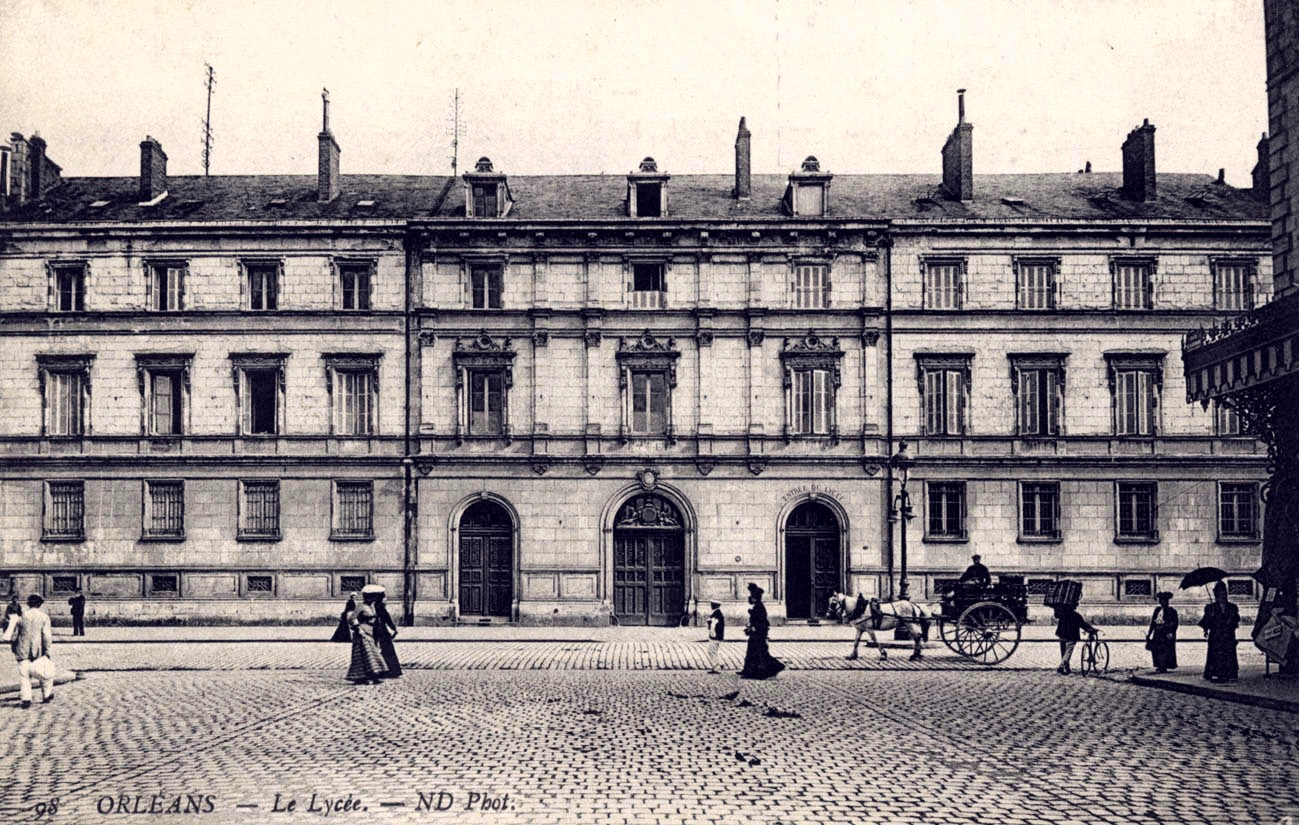
L'ancien lycée de garçons de la rue Jeanne-d'Arc vers 1910.

L'origine du lycée se trouve dans le collège d’Orléans fondé par les Jésuites en 1617 à la suite des lettres patentes que les Jésuites obtinrent du roi de France Henri IV en 1609.
À la suite de l’arrêt royal de 1761, les Jésuites n’eurent plus le droit d’enseigner. De ce fait, les maîtres deviennent séculiers. Il prend alors le nom de collège national puis d'école Centrale.
Sous le Premier Empire, à la suite du décret du 16 Floréal an XI (6 mai 1803), l'établissement devient un lycée impérial destiné aux garçons.
En 1924, le lycée de garçons est baptisé du nom de Robert-Joseph Pothier, un grand juriste orléanais du XVIIIe siècle.
En 1962, le lycée est lycée d’État, il déménage de ses locaux de la rue Jeanne-d'Arc, vers son emplacement actuel rue Marcel-Proust et rue Émile-Zola.
En 1997, deux élèves de la section sport-judo furent exclus de l'établissement pour actes de bizutage à caractère sexuel, ce qui provoqua la visite de Ségolène Royal, alors ministre déléguée chargée de l'Enseignement scolaire, qui condamna ces faits. Le proviseur du lycée fut auditionné par la Commission des lois du Sénat dans les débats concernant la loi anti-bizutage du 17 juin 1998.
En 2013, le lycée a dû faire face à de nombreuses crises. À la rentrée, une professeure de français était suspendue pour avoir tenu des propos racistes et avoir refusé de donner cours à des filières technologiques, provoquant une enquête de l'Inspection académique. Début janvier, un professeur était agressé à l'extincteur par un élève extérieur à l'établissement ; les professeurs ont alors refusé de faire cours en faisant valoir leur droit de retrait. Les mesures de sécurité mises en place à la suite de cet incident provoquèrent une menace de blocus du lycée par les élèves, nécessitant l'intervention du rectorat auprès du personnel enseignant pour résoudre la crise.

### Liste des proviseurs successifs
| Période         | Proviseur                 | Période     | Censeur     |
| --------------- | ------------------------- | ----------- | ----------- |
| 1966 - 1971     | P. Soudan                 | 1969 - 1975 | J. G. Serre |
| 1971 - ?        | L. E. Cantau              | 1975 - ?    | S. Proix    |
| 1985 - 1995     | Jacques Bonnin            |             |             |
| 1995 - 2010     | Gérard Devis              |             |             |
| 2010 - 2017     | Bernard Plasse            |             |             |
| 2017 - 2023     | Gautrot-Lamoureux Pascale |             |             |
| 2023 - en cours | OULD Françoise            |             |             |

### Évolution des effectifs
Le nombre d'élèves scolarisés dans l'établissement est supérieur à 1900 depuis 2004. Après un pic observé en 2007 (2 083 élèves), l'effectif est variable. Il s'élève à la rentrée 2019 à 2 050 élèves.

## Installations
Les bâtiments constituant le lycée sont la propriété de la région Centre-Val-de-Loire.
La récente reconstruction du bâtiment « S » abritant le pôle scientifique et les salles dédiées aux classes préparatoires aux grandes écoles a coûté 18,6 millions d'euros, et a été financée par le conseil régional du Centre.

## Formations/Sections spécifiques
Le lycée prépare à quatre séries du baccalauréat : économique et social (ES), littéraire (L), scientifique (S) et sciences et technologies du management et de la gestion (STMG).
À la rentrée scolaire 2011, le lycée comptait respectivement 356, 361 et 384 élèves en classes de seconde, première et terminale.
Le lycée abrite des CPGE littéraires (Khâgnes A/L, B/L, et LSH), économiques et commerciales (ECS), et scientifiques (MP, PC, PSI, BCPST).
Le lycée Pothier permet également aux élèves de participer à deux sections européennes :
- une où la langue vivante étrangère est l'anglais et la discipline non linguistique (DNL) est les SVT ;
- une autre où la langue vivante étrangère est l'espagnol et la discipline non linguistique est l'histoire.

La section européenne s'adresse à des élèves motivés et qui ont un bon niveau en langue. Ils doivent faire preuve de curiosité intellectuelle, l’esprit d’initiative et l’efficacité sont un avantage. Les élèves ont alors deux heures de cours supplémentaires dans leur emploi du temps : une heure de langue supplémentaire (anglais ou espagnol) et une heure de DNL. Cette section organise des voyages scolaires.
De plus, depuis plusieurs années, un projet scientifique a été créé : le programme ÉDIFICE. Depuis la seconde jusqu'à la terminale S, les élèves participent activement, en petit groupe, au travail de thèse d'un doctorant du campus universitaire d'Orléans. En classe de seconde, c'est grâce à l'enseignement d'exploration Méthodes et Pratiques Scientifiques (MPS) qu'ils réalisent des travaux par quinzaine, dans un laboratoire de recherche. En première Scientifique (S), leur travail est approfondi en Travaux Personnels Encadrés (TPE).
En Terminale, ils réalisent un stage en immersion d'une semaine dans leur laboratoire de recherche.
Enfin, le lycée offre aux élèves une large possibilité d'options : option cinéma-audio visuel, option italien, option russe, option arts plastiques, option latin-grec et option musique.

## Classements

### Classement du lycée
En 2015, le lycée se classe 7e sur 18 au niveau départemental quant à la qualité d'enseignement, et 1424e au niveau national selon le classement de l'hebdomadaire français L'Express. Le classement s'établit sur trois critères : le taux de réussite au bac, la proportion d'élèves de première qui obtient le baccalauréat en ayant fait les deux dernières années de leur scolarité dans l'établissement, et la valeur ajoutée (calculée à partir de l'origine sociale des élèves, de leur âge et de leurs résultats au diplôme national du brevet).

### Classements des CPGE
Le classement national des classes préparatoires aux grandes écoles (CPGE) se fait en fonction du taux d'admission des élèves dans les grandes écoles.
En 2015, le magazine mensuel français L'Étudiant établit le classement suivant pour les concours de 2014 :
| Filière    | Élèves admis dans une grande école* | Taux d'admission* | Taux moyen sur 5 ans | Classement national | Évolution sur un an |
| ---------- | ----------------------------------- | ----------------- | -------------------- | ------------------- | ------------------- |
| ECS        | 0 / 24 élèves                       | 0 %               | 0 %                  | 95eex-æquo sur 95   | =                   |
| Khâgne A/L | 0 / 19 élèves                       | 0 %               | 2 %                  | 41eex-æquo sur 41   | =                   |
| Khâgne B/L | 1 / 26 élèves                       | 4 %               | 2 %                  | 12e sur 22          | 2                   |
| Khâgne LSH | 0 / 48 élèves                       | 0 %               | 1 %                  | 73eex-æquo sur 73   | 37                  |
| MP / MP*   | 10 / 118 élèves                     | 9 %               | 10 %                 | 35e sur 114         | 5                   |
| PC / PC*   | 1 / 61 élèves                       | 2 %               | 3 %                  | 55eex-æquo sur 110  | 11                  |
| PSI / PSI* | 3 / 75 élèves                       | 4 %               | 6 %                  | 66eex-æquo sur 120  | 10                  |
| BCPST      | 17 / 41 élèves                      | 42 %              | 34 %                 | 22e sur 53          | 8                   |

Source : Classement 2015 des prépas - L'Étudiant (Concours de 2014).
* le taux d'admission dépend des grandes écoles retenues par l'étude. En filières ECE et ECS, ce sont HEC, ESSEC et l'ESCP. Pour les khâgnes, ce sont l'ENSAE, l'ENC, les 3 ENS et 5 écoles de commerce (HEC, ESSEC, ESCP, EM Lyon et EDHEC). En filières scientifiques, ce sont de 11 à 17 écoles d'ingénieurs qui ont été retenues selon la filière (MP, PC, PSI, PT ou BCPST).

## Personnalités
(Liste non-exhaustive classée en ordre croissant d'années de naissances).
Parmi les enseignants, on peut citer :
- Louis-Émile Vanderburch (1794-1862), écrivain et dramaturge français ;
- Anatole Bailly (1833-1911), helléniste français ;
- Joseph Ki-Zerbo (1922-2006), historien et homme politique burkinabè[22] ;
- Jean-Bertrand Pontalis (1924-2013), philosophe, psychanalyste et écrivain ;
- Gilles Deleuze (1925-1995), philosophe français ;
- Serge Doubrovsky (1928-2017), essayiste et romancier français[23] ;
- Pierre Vidal-Naquet (1930-2006), historien et helléniste français[24] ;
- Bertrand Hauchecorne (1950-), mathématicien français ;
- Christian Jamet (1951-), écrivain et historien de l'art ;
- Christophe Prochasson (1959-), historien français[25] ;
- Bertrand Vergely (1953-), philosophe et théologien orthodoxe français;
- Laurent Bihl (1968-), enseignant et historien français.
- Damien Millet (1968-), mathématicien et historien français.

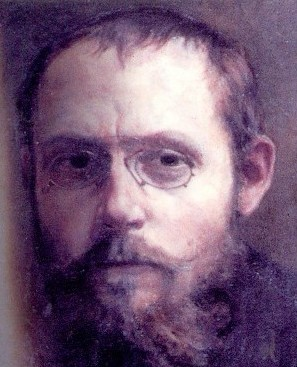
Charles Péguy.

Parmi les anciens élèves, on peut citer :
- Alfred Cornu (1841-1902), physicien français[26] ;
- Paul Gauguin (1843-1903), peintre[27],[28] ;
- Pierre Mac Orlan (1882-1970), écrivain, journaliste et poète français ;
- Charles Péguy (1873-1914), écrivain, poète et essayiste français ;
- Raoul Blanchard (1877-1965), géographe ;
- Gaston Couté (1880-1911), poète et chansonnier français[29] ;
- René Barthélemy (1889-1954), ingénieur et l'un des pionniers de la télévision française[30];
- Maurice Genevoix (1890-1980), romancier et poète français ;
- Robert Porchon (1894-1915), officier français tué au front, frère d'armes de Maurice Genevoix qui lui a dédié son ouvrage Ceux de 14 ;
- René François Schneyder (1894-1973), administrateur français en Indochine ;
- Jean Zay (1904-1944), homme politique français[31] ;
- Jacques Lacarrière (1925-2005), écrivain français ;
- Jean-Marie Lustiger (1926-2007), homme d’Église français, évêque d'Orléans de 1979 à 1981[32] ;
- Alain Corneau (1943-2010), réalisateur français ;
- Jean-Benoît Puech (1947-), écrivain français ;
- Philippe Fénelon (1952-), compositeur français de musique classique contemporaine et d'opéra ;
- Pascal Engel (1954-), philosophe français ;
- Yann Moix (1968-), écrivain et réalisateur français[33] ;
- Xavier Leroy (1968-), chercheur en informatique[34] ;
- Alexandre Moix (1972-), écrivain, journaliste et réalisateur français ;
- Sophie Adriansen (1982-), écrivain français ;
- Aïda N'Diaye, enseignante, philosophe, autrice et chroniqueuse française.

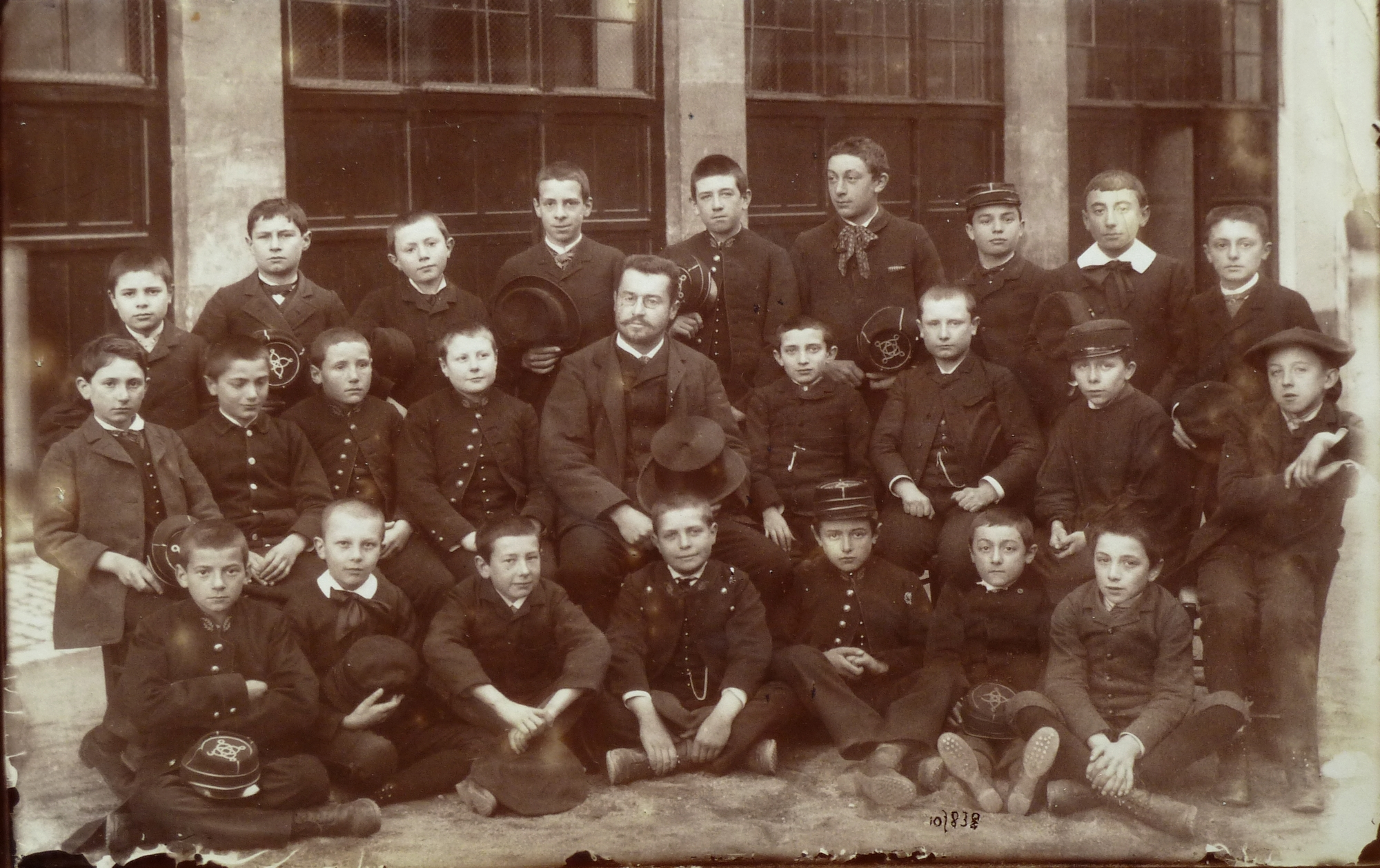
Une classe du lycée en 1887, photo de Jules David.